# Caridad Canelón
Caridad Canelón (sinh ngày 16 tháng 5 năm 1955), là một nữ diễn viên truyền hình người Venezuela. Ông đã làm việc như một nữ diễn viên của telenigsas cho Đài phát thanh Caracas Televisión và Venevisión.

## Đóng phim

### Phim
| Năm  | Tựa đề          | Vai trò | Ghi chú     |
| ---- | --------------- | ------- | ----------- |
| 2002 | Ác mộng         | Eneida  | Phim ra mắt |
| 2008 | La virgen negra | Leonor  |             |

### Vô tuyến
| Năm       | Chức vụ                       | Vai trò                    | Ghi chú                        |
| --------- | ----------------------------- | -------------------------- | ------------------------------ |
| 1970      | Esmeralda                     | Florcita                   |                                |
| Năm 1972  | María Teresa                  | Rosita                     |                                |
| Năm 1973  | Peregrina                     | Alina                      |                                |
| 1975      | Una muchacha llamada Milagros | Purita                     |                                |
| 1975      | Má                            |                            |                                |
| 1976      | Mariana de la noche           |                            |                                |
| 1976      | Cumbres Borrascosas           | Cathy Linton               |                                |
| 1977      | La zulianita                  | Dorita                     |                                |
| 1977      | Rafaela                       | Belén Martínez             |                                |
| 1980      | Elizabeth                     | Elizabeth                  | Vai chính                      |
| 1981      | Marielena                     |                            |                                |
| 1982      | La goajirita                  |                            |                                |
| 1982      | La señorita Perdomo           |                            |                                |
| 1984      | La salvaje                    |                            |                                |
| 1986      | Atrévete                      |                            | "Capitulo 23" (Phần 1, Tập 23) |
| 1988      | Señora                        | Constitución Méndez        |                                |
| 1989      | Alondra                       | Móniicca                   |                                |
| 1990      | Gardenia                      | Gardenia Montiel           | Vai chính                      |
| 1995      | Vi phạm                       | Jimena Ferrini             |                                |
| 1997      | Llovizna                      | Marhuanta Sánchez          |                                |
| 1998 1998 | El País de las teeses         | Arcadia Gómez de Peña      |                                |
| 1998      | Cambio de piel                | Leyla Daud                 |                                |
| 1999      | Toda tees                     | Rebeca                     |                                |
| 2000      | Hechizo de Amor               | Salomé Hernández           |                                |
| 2000      | Amantes de Luna               | Juana Mayo                 |                                |
| 2001      | Guerra de teeses              | Biên giới                  |                                |
| 2002      | Mambo y canela                | Agua Santa                 |                                |
| 2002      | Las González                  | Agua Santa                 |                                |
| 2003      | Tiếng Anh                     | Cực quang                  |                                |
| 2004      | Negra đồng ý                  | Trinidad Guarato de Blanco |                                |
| 2005      | Se solicita príncipe azul     | Ấn Độ Pacheco              |                                |
| 2006      | Công viên quốc gia            | Peregrina de Lobo          |                                |
| 2006      | Soltera y sin thỏa thuận      | Olga González              | Phim truyền hình               |
| 2008      | ¿Vieja yo?                    | Aracelis Sánchez           |                                |
| 2011      | Que el cielo tôi khám phá     | Raiza Morales              |                                |
| 2012      | Mi ex me tiene ganas          | Felipa Franco              |                                |
| 2013      | Las Bandidas                  | Zenaida Mijares "Yaya"     | Vai trò lãnh đạo               |
| 2014      | La virgen de la calle         | Azucena Pérez              |                                |